# Anastrophyllum obtusatum
Anastrophyllum obtusatum là một loài rêu trong họ Anastrophyllaceae. Loài này được Hook. & Taylor Stephani mô tả khoa học đầu tiên năm 1901.